# Gulubanhao
Gulubanhao (kinesiska: 古鲁板蒿, 古鲁板蒿乡) är en socken i Kina. Den ligger i den autonoma regionen Inre Mongoliet, i den norra delen av landet, omkring 710 kilometer öster om regionhuvudstaden Hohhot. Antalet invånare är 32894. Befolkningen består av 16 029 kvinnor och 16 865 män. Barn under 15 år utgör 15,0 %, vuxna 15-64 år 76 %, och äldre över 65 år 7,0 %.
Genomsnittlig årsnederbörd är 665 millimeter. Den regnigaste månaden är juni, med i genomsnitt 130 mm nederbörd, och den torraste är januari, med 3 mm nederbörd.